# Brückenmännchen (Bonn)

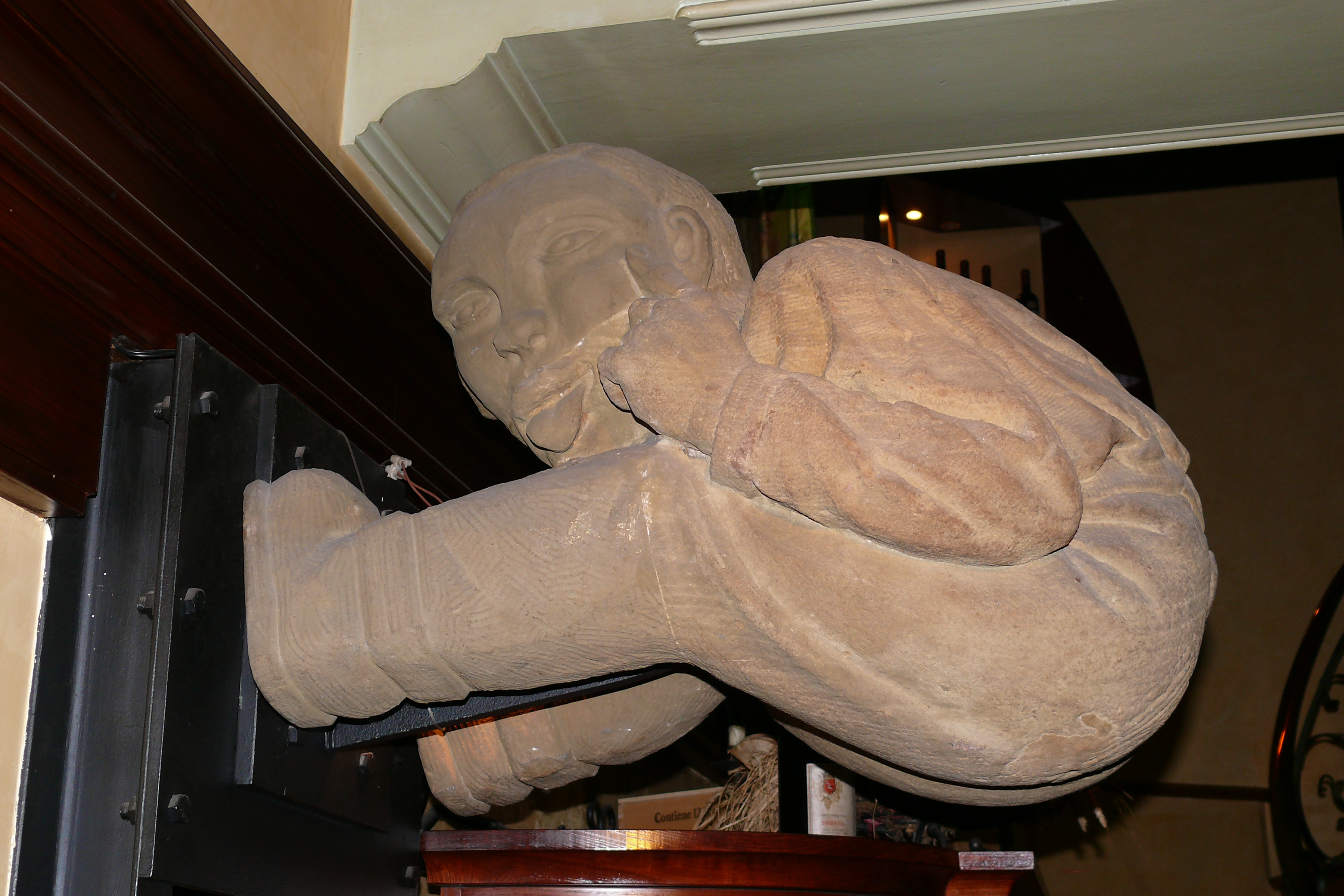
Das Brückenmännchen mit Originalteilen in der Gaststätte „Bonner Stuben“

Das Bonner Brückenmännchen (bönnsch: Bröckemännsche) ist eine Steinskulptur, die im Jahre 1898 beim Bau der ersten Bonner Rheinbrücke am rechten Turm des Beueler Strompfeilers, direkt über dem Fußgängerdurchlass, befestigt wurde und ihren Hintern zur Beueler Seite streckte. Hintergrund war, dass die Brücke ausschließlich von Bonnern finanziert wurde, weil sich die Bewohner der „schäl Sick“ nicht an den Kosten beteiligen wollten.
Die Beueler revanchierten sich mit der Skulptur einer keifenden Waschfrau, die am linken Turm des Beueler Strompfeilers befestigt wurde. Dargestellt wird eine Frau mit grimmigem Blick und erhobenem, wurfbereiten Pantoffel in der Hand. Der Gruß kann auch im Sinne einer Ortsneckerei verstanden werden.

## Hintergründe
Die tieferliegenden Streitgründe bestanden darin, dass Bonn und Beuel sich nicht über den genauen Standort der Brücke einigen konnten und Beuel aus diesem Grund die Zahlungen verweigerte. Die Beueler wollten die Brücke etwas weiter südlich haben, da dort das Beueler Zentrum lag. Die Bonner erbauten die Brücke jedoch wie ursprünglich geplant, was dazu führte, dass die Brücke auf der Beueler Seite mitten in den Feldern endete und es zu Beginn nicht einmal eine Zufahrtsstraße zur Brücke gab. Später wurde man sich jedoch einig. Die Beueler erstellten die notwendigen Wege und zahlten auch ihren Anteil an der Brücke.
Nachdem am 8. März 1945 die alte Rheinbrücke von deutschen Soldaten auf ihrem Rückzug vor den heranrückenden alliierten Kampfverbänden gesprengt worden war, mussten im Sommer 1945 die Trümmer der Brücke geräumt werden. Während der Räumarbeiten fiel das Brückenmännchen von seinem Sockel. Der Gastwirt Philipp Otto aus Beuels „Zum kleinen Museum“ nahm es aus Angst vor Andenkenjägern an sich und vergrub es in seinem Garten in der Rheinaustraße 5 (heute 105). Als man im Februar 1949 das 125-jährige Jubiläum der Weiberfastnacht feierte, lüftete der Wirt sein Geheimnis. Zusammen mit dem Bürgermeister Reuter und Vertretern des Heimatvereins wurde das Brückenmännchen aus seinem Versteck geholt. Zum Umzug während des Bonner Karnevals wurde es zusammen mit dem Brückenweibchen auf einem geschmückten Wagen durch Beuels Straßen gefahren.
Bevor das Brückenmännchen 1949 an der neu erbauten Rheinbrücke angebracht werden konnte, musste es restauriert werden. Diese Arbeit übernahm der Bonner Bildhauer Jakobus Linden. Nach Fertigstellung schrieb er der Stadt Bonn eine typisch rheinische Rechnung: „Dem Bröckemännche de Botz jeflickt“ („Dem Brückenmännchen die Beinkleider geflickt“). Allerdings zeigte die Skulptur nach der Montage, jetzt an dem Brückenpfeiler auf der Bonner Rheinseite, anstatt nach Beuel nun in Richtung Süden. Nachdem die Stadt Bonn gegen Frankfurt in der Hauptstadtfrage gewonnen hatte, entstand daraus das Gerücht, die Skulptur sei absichtlich in diese Position „gedreht“ worden – tatsächlich lag es jedoch daran, dass es nun oberhalb des Straßenbelags keinerlei Mauerwerk mehr gab, in die man sie so wie früher wieder hätte einbauen können.
In der Session 1952/1953 diente das Brückenmännchen dem Festausschuss Bonner Karneval als Ordens- und Plakatmotiv. Den Entwurf für beides schuf der Bonner Maler, Grafiker und Karikaturist André Osterritter.
Am 18. März 1960 wurde das Brückenmännchen von vier Jugendlichen aus Beuel schwer beschädigt und war deshalb für den Außeneinsatz nicht mehr zu gebrauchen. Durch Spendenaktionen konnte eine Kopie der Skulptur hergestellt und neu an der Brücke befestigt werden. Unter Einbeziehung der Überreste der Originalskulptur wurde ein weiteres Brückenmännchen hergestellt und in der Bonner Gaststätte Bonner Stuben (Wilhelmstr. 22) aufgebaut, wo es sich bis heute befindet. 1963 wurde die Rheinbrücke nach dem ermordeten US-Präsidenten John F. Kennedy in Kennedybrücke umbenannt.
Im Rahmen von Bauarbeiten an der Brücke wurde das Brückenmännchen im Jahr 2007 von seinem Brückenpfeiler abmontiert. Das Heimatmuseum Beuel hat daraufhin zusammen mit einem Beueler Steinmetz das Brückenmännchen und das Brückenweibchen nach alten Originalfotos neu erstellt. Zwischenzeitlich befanden sich Brückenmännchen und Brückenweibchen auf der Beueler Seite in Höhe der Fähre an der neu erstellten  Hochwasserschutzwand. Nach Beendigung der Bauarbeiten nahmen beide ihre angestammten Plätze wieder ein. Die feierliche Enthüllung des neuen Brückenmännchens fand am 19. Januar 2008 durch die Beueler Wäscherprinzessin der Karnevals-Session 2008 statt. Die Informationstafeln aus Bronze am Brückenmännchen und am Brückenweibchen gestaltete die Königswinterer Künstlerin Sigrid Wenzel.

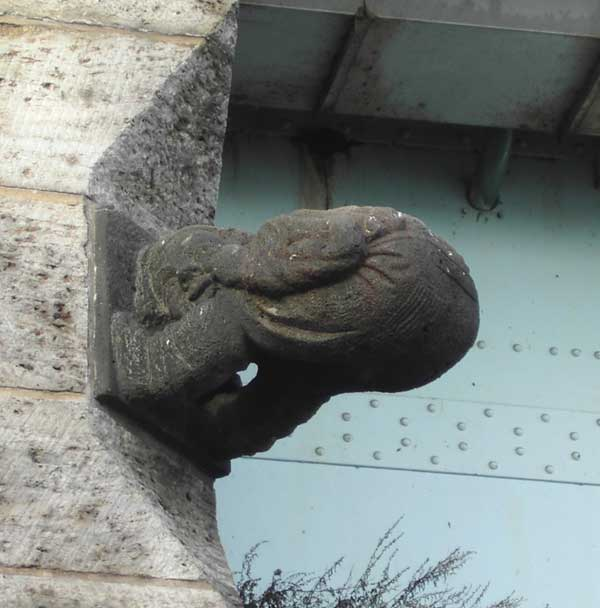
Das Brückenmännchen an der Kennedybrücke
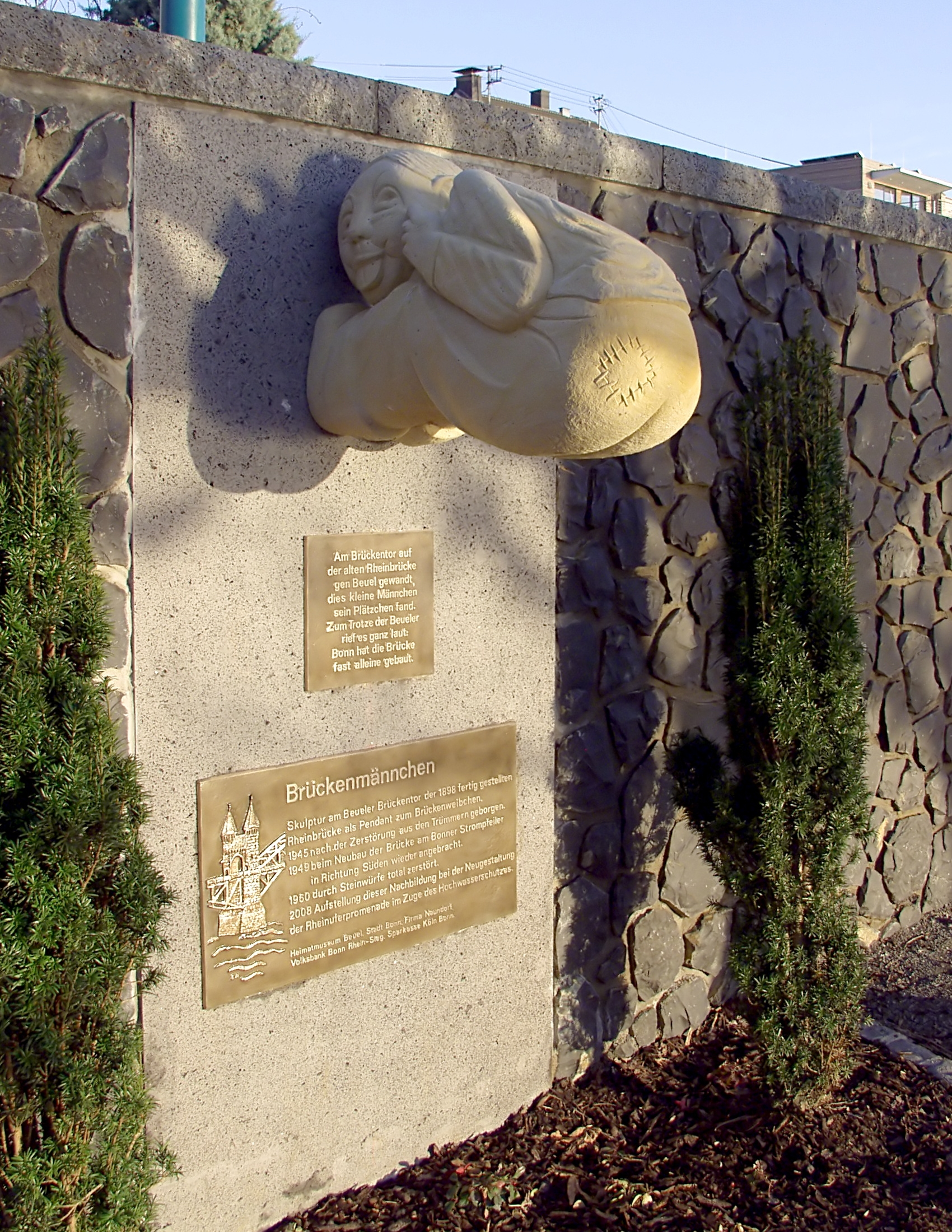
Nachbildung des Brückenmännchens 2008
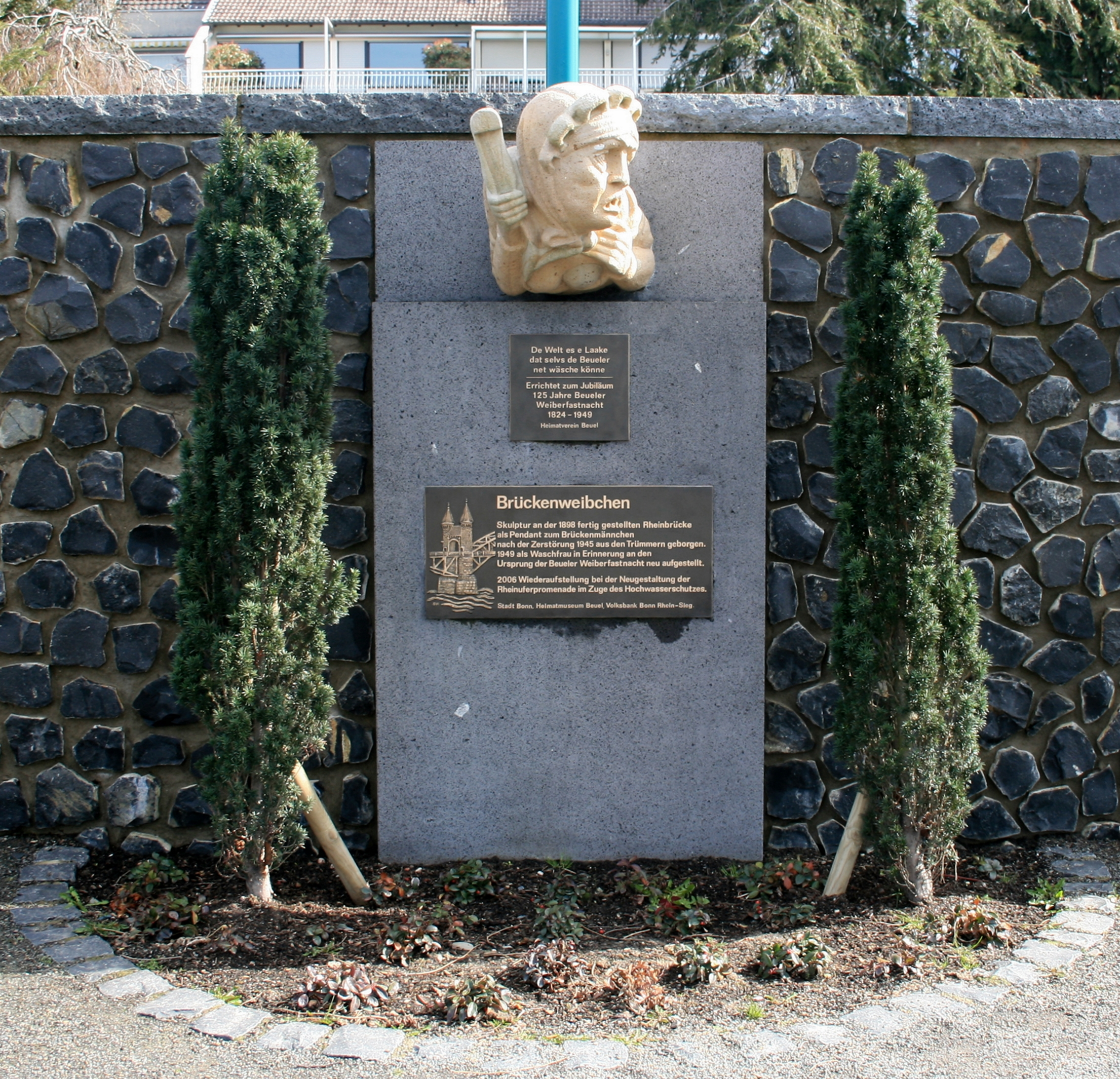
Das Brückenweibchen an der Beueler Schutzmauer

## Bröckemännche-Preis
Der Bonner Medienclub verleiht seit 2000 jährlich eine Nachbildung des Brückenmännchens als Preis an Persönlichkeiten, die „gegen den Stachel löcken“ (eigentlich wider den Stachel löcken – sich sträuben, widerspenstig sein) und sich durch nonkonformistisches, mutiges Verhalten einen Namen in der Bonner Region gemacht haben.

### Preisträger
- 1999: Friedel Drautzburg (Gastronom) (Gaststätte „Ständige Vertretung“ in Berlin) – Laudatio: Karin Hempel-Soos
- 2000: Franz-Josef Antwerpes (früherer Regierungspräsident von Köln) – Laudatio: Konrad Beikircher
- 2001: Wilfried Schumacher (Stadtdechant von Bonn) – Laudatio: Burkhard Müller
- 2002: Karin Hempel-Soos (Schriftstellerin und Leiterin des Hauses der Sprache und Literatur in Bonn) – Laudatio: Wolfgang Clement
- 2003: Norbert Blüm (Politiker) – Laudatio: Horst Ehmke
- 2004: Hans-Jürgen Biersack (Direktor der Klinik für Nuklearmedizin des Universitätsklinikums Bonn) – Laudatio: Franz Xaver Ohnesorg
- 2005: Johannes B. Kerner (Fernsehmoderator) – Laudatio: Erik Bettermann
- 2006: Hans Riegel (Unternehmer) – Laudatio: Thomas Gottschalk
- 2007: Wilfried Gatzweiler (ehem. Kaufmännischer Geschäftsführer der Bundeskunsthalle) – Laudatio: Hermann Schäfer
- 2008: Wolfgang Wiedlich (Präsident der Telekom Baskets Bonn) – Laudatio: Bärbel Dieckmann
- 2009: Monika Piel (Intendantin des WDR) – Laudatio: Friedrich Nowottny
- 2010: Wolfgang Clement (ehem. Ministerpräsident von Nordrhein-Westfalen und ehem. Bundesminister für Wirtschaft und Arbeit) – Laudatio: Friedhelm Ost
- 2011: Manfred Lütz (Psychiater, katholischer Theologe und Schriftsteller) – Laudatio: Henryk M. Broder
- 2012: Thomas Sattelberger (Personalvorstand der Deutschen Telekom) – Laudatio: Sylvia Löhrmann
- 2013: Wolfgang Bosbach (Politiker) – Laudatio: Franz Müntefering
- 2014: Dieter Engels (Präsident des Bundesrechnungshofs)[3] – Laudatio: Jürgen Fohrmann
- 2015: Monika Wulf-Mathies (Gewerkschafterin, Politikerin, EU-Kommissarin sowie Vorsitzende des Vereins der Festspielhaus-Freunde Bonn) – Laudatio: Barbara Hendricks
- 2016: Der Bonner Karneval; stellvertretend: Festausschuss Bonner Karneval – Laudatio: Monsignore Wilfried Schumacher
- 2017: Andrea Niehaus, Leiterin des Deutschen Museums Bonn[4]
- 2018: Ulrich Kelber, (Politiker, SPD, MdB) - Laudatio: Andreas Etienne[5]
- 2019: Nike Wagner (deutsche Publizistin und Dramaturgin) – Laudatio: Isabel Pfeiffer-Poensgen[6]
- 2020: Ludwig van Beethoven (posthum)[7]
- 2021: Horst Burbulla (Unternehmer und Oscar-Preisträger) – Laudatio: Rainer Pause und Norbert Alich
- 2022: Cornelia Weigand (Landrätin des Landkreises Ahrweiler) – Laudatio: Sven Plöger
- 2023: Germanwatch (Entwicklungs- und Umweltorganisation) – Laudatio: Katja Dörner (Oberbürgermeisterin der Bundesstadt Bonn)[8]